# Pristimantis vicarius
Espèce
Synonymes
- Eleutherodactylus vicarius Lynch & Ruíz-Carranza, 1983

Statut de conservation UICN

 NT  : Quasi menacé
Pristimantis vicarius est une espèce d'amphibiens de la famille des Craugastoridae.

## Répartition
Cette espèce est endémique du versant Est de la cordillère Centrale en Colombie. Elle se rencontre dans les départements de Nariño, de Huila et de Cauca entre 2 900 et 3 275 m d'altitude.

## Publication originale
- Lynch & Ruíz-Carranza, 1983 : New frogs of the genus Eleutherodactylus from the Andes of southern Colombia. Transactions of the Kansas Academy of Science, vol. 86, no 4, p. 99-112.